# Natalya Pochinok
Natalya Borisovna Pochinok, nascuda Gribkova, (rus: Наталья Борисовна Починок) és una Doctora en Ciències Econòmiques, professora, i rectora de la Universitat Social Estatal de Rússia (des del 2 de juny de 2014 en feia les funcions, el gener de 2015, fou elegida per al càrrec).

## Biografia
Com a membre de les seleccions nacionals juvenils de l'URSS i la Federació Russa d'atletisme, Natalia Pochinok va guanyar diverses competicions internacionals de cursa de 1991 a 1994.
Té dues titulacions acadèmiques de grau: en Economia (es va graduar per la Universitat Russa d'Economia de Plekhanov el 1997) i en Dret (RSSU, 2002). L'any 2001 Natalya Pochinok va defensar la seva tesi sobre "Els impostos en el mecanisme d'atracció d'inversions estrangeres a Rússia". L'any 2005 va rebre el títol de Doctora en Ciències en Economia (tema de la tesi postdoctoral "Impostos en el sistema de regulació estatal de l'economia a Rússia").
Natalya Pochinok va treballar en el sector bancari (vicepresidenta de Gazprombank, directora de la sucursal regional del sud del Raiffeisen Bank, directora de l'oficina de Sberbank per al treball amb sucursals regionals). De 1998 a 2005 va ser professora al Departament de Política Tributària de la Universitat Russa d'Economia Plekhanov. Del 2011 al 2014, Natalia Pochinok va exercir allà com a professora i cap del Departament d'Impostos i Tributs.
Des del 2 de juny de 2014 va exercir les funcions de rectora de la Universitat Social Estatal de Rússia després de ser nomenada pel Ministeri d'Educació i Ciència de la Federació Russa. El gener de 2015, Pochinok va ser elegida rectora de la RSSU segons els resultats de la votació dels membres de la Conferència de Treballadors i Estudiants Científics i Pedagògics de l'RSSU.
Els seus interessos de recerca se centren en pensions, polítiques fiscals i fiscals, aspectes socials de l'economia; L'emprenedoria social i el model de serveis socials orientat al client són d'especial interès. Des de l'abril de 2016 és membre de la Cambra Cívica de Moscou.
Des de 2017 exerceix com a presidenta de la Comissió de Política Social, Relacions Laborals, Cooperació amb Sindicats i Suport a Veterans. Natalya Pochinok té més de quinze anys d'experiència pedagògica.
Estava casada amb l'antic ministre de Treball i Desenvolupament Social, Alexander Pochinok. Té dos fills.
El novembre de 2021, Pochinok va ser destituïda del càrrec de rectora de l'RSSU.